# Agrupació
Agrupació, oficialmente Agrupación AMCI de Seguros y Reaseguros, S.A., es una sociedad anónima aseguradora española integrada en el Grupo ACM España (Assurances du Crédit Mutuel) desde 2012. En 2015, nace el Grupo Assurances du Crédit Mutuel España, fruto de la fusión de diversas compañías aseguradoras nacionales, y forma parte de Assurances du Crédit Mutuel, la compañía aseguradora del banco Crédit Mutuel-CIC en Francia. El principal accionista del Grupo, Assurances du Crédit Mutuel, ha constituido esta nueva sociedad holding en España en la que ha integrado el conjunto de sus participaciones en las entidades aseguradoras siguientes: Agrupació AMCI y Amgen Seguros.

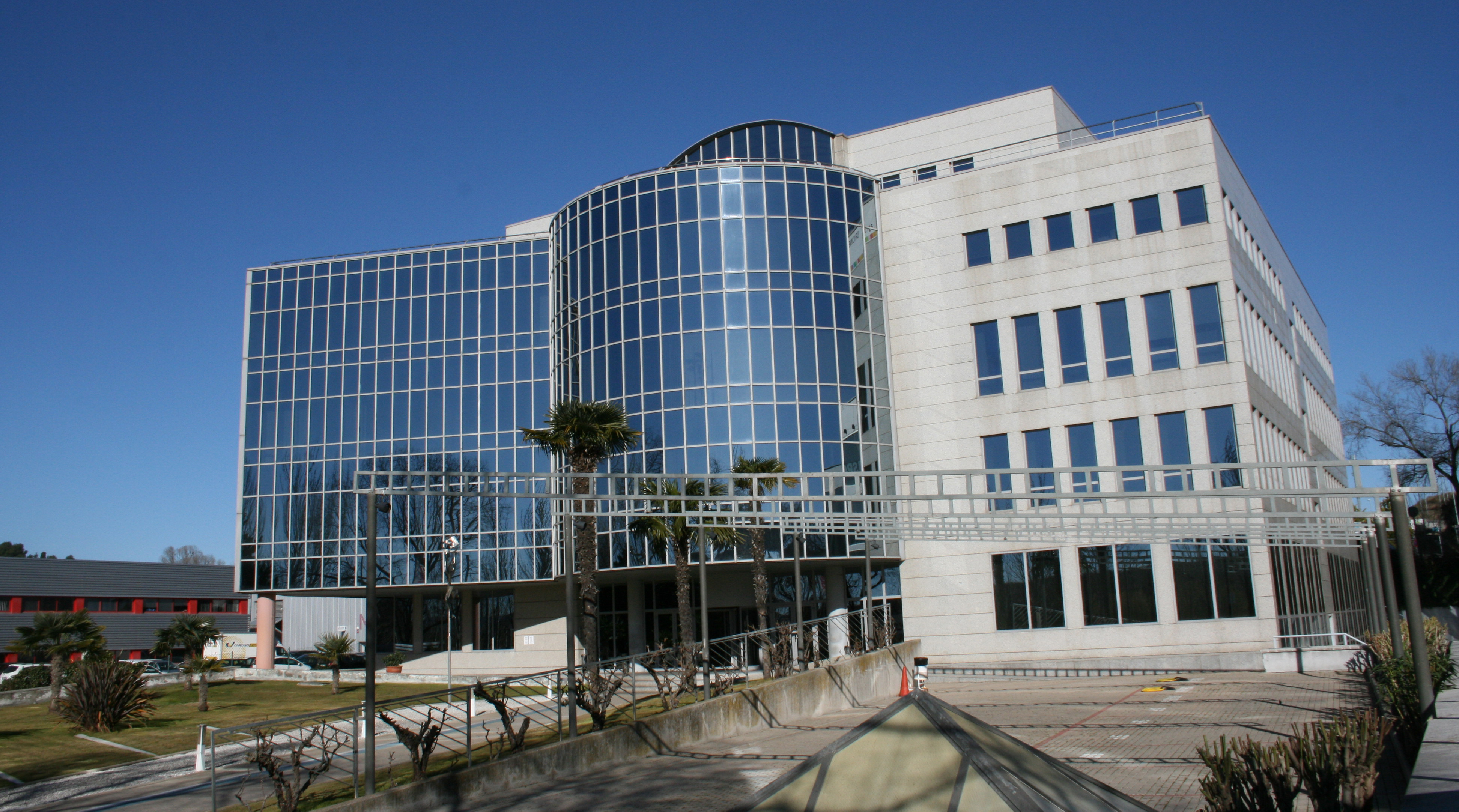
Sede central de Agrupació en Ctra. Rubí, 72-74. Edificio Horizon, 08174 San Cugat del Vallés (Barcelona).

## Características
El Grupo Assurances du Crédit Mutuel España gestiona 1,2 millones de pólizas, cuenta con una facturación de 396 millones de €, a cierre de 2015 y tiene un margen de solvencia del 436%. Ofrece cobertura de seguros de previsión personal (salud, accidentes, decesos, dependencia, vida, ahorro y pensiones), entre otros ramos (hogar, automóvil o comunidades), con más de 750.000 asegurados principalmente en Cataluña y un patrimonio de más de 700 millones de euros.

## Historia

### 1902: los orígenes
En 1902 fue fundada por el Sr José María Nausa y Ferrando la Agrupación Mutua del Comerçio y de la Industria en Figueras, provincia de Gerona, con el objetivo de ayudar a la viuda de un viajante de comercio a superar su situación económica. La entidad fue pionera del mutualismo moderno para dar respuesta a una situación de carencia de protección social en España a inicios del siglo XX.

### 1921-1939: la primera etapa y la Guerra Civil
De 1921 a 1936, la entidad supera muchas dificultades propias de la época y consolida unas bases sólidas como organización. Cuando estalla la guerra civil española, en 1936, Agrupació Mútua se esfuerza por intentar mantener su funcionamiento normal. Durante la guerra, de 1936 a 1939, Agrupació Mútua cubre los derechos generales de los socios, sin tener en cuenta su bando.

### 1940-1959: la posguerra y la consolidación
Después de superar el desequilibrio económico de la crisis generada por la guerra tomando medidas para asegurar la solidez de la entidad, Agrupació Mútua consigue incrementar el número de socios y consolidarse, llegando a los 50.000 socios en 1958.

### 1960-1984: el crecimiento definitivo y la Ley de Ordenación del Seguro Privado
Durante este período, Agrupació Mútua se consolida como una mutua de previsión social, llegando a superar los 150.000 socios durante la década de los 70. La entidad vive su propia transición, en paralelo a la de España, durante los siguientes diez años, para llegar a 1984 (promulgación de la Ley de Ordenación del Seguro Privado) superando los 250.000 socios.

### 1984-1993: la transformación del antiguo mutualismo y el nacimiento de la Fundació
La Ley exige un determinado nivel de solvencia: fondos mutuales mínimos y reservas técnicas que cubran las prestaciones aseguradas. Es el fin del viejo mutualismo e implica una nueva transición y transformación jurídica. Todo se concreta en 1992 en unos nuevos Estatutos para Agrupació Mútua. La nueva personalidad jurídica como mutua de seguros y reaseguros a prima fija será ratificada por la asamblea extraordinaria de 1993 y aprobada por la Dirección General de Seguros en 1994.
En la Asamblea General celebrada el 28 de marzo de 1993 los socios aprueban la constitución de la Fundació con el objetivo de potenciar la acción social de la entidad hacia su colectivo y, al mismo tiempo, procurar por el bienestar y la cooperación social para motivar y desarrollar un verdadero sentido de solidaridad y de humanismo práctico.

### 2009-2012: la intervención, la fusión con RACC-ACM y la nueva Agrupació
La entidad fue intervenida por la Dirección General de Seguros y Fondos de Pensiones, organismo dependiente del Ministerio de Economía español, debido a la preocupante situación financiera por su participación en la inmobiliaria Hábitat.
Desde 2011, se procede a buscar inversores para asegurar la viabilidad de la entidad. El Grupo RACC-ACM muestra un interés firme y los socios aprueban, en Asamblea General de junio de 2012, la operación de fusión de la mutua con una compañía participada conjuntamente por este grupo. Con esto, la entidad comenzó un proceso de transformación en sociedad anónima, manteniendo una filosofía mutual y asociativa. En diciembre del 2012, el proceso de fusión por absorción de Agrupació Mútua culmina con la inscripción de la escritura de fusión en el Registro Mercantil de Barcelona, con autorización previa del Ministerio de Economía y Competitividad y se constituye Agrupació AMCI d'Assegurances i Reassegurances, SA, en la cual los mutualistas de Agrupació Mútua se convierten en accionistas. Nace la nueva Agrupació SA con la misión de ser la plataforma del negocio de seguros personales del Grupo internacional Crédit Mutuel-CIC en España. 
Convertida en sociedad anónima, Agrupació queda controlada en un 60% por ACM, RACC tiene el 10%, RACC Seguros -la empresa conjunta del club y la compañía francesa- el 20% y los antiguos mutualistas convertidos en accionistas el 10%.
Agrupació trasladará su sede central de Barcelona en la Gran Vía de las Cortes Catalanas, 621, al edificio Horizon de San Cugat del Vallés. Este edificio es propiedad de Agrupació, y toda la actividad de la aseguradora y todas sus áreas se integrarán así en un nuevo centro neurálgico, adaptado a las necesidades del siglo XXI, que permitirá ofrecer un servicio más ágil a los asegurados de la compañía. Las oficinas comerciales de Barcelona se mantendrán en el centro ubicado en la Gran Vía de las Cortes Catalanas, 652 y en Avenida Madrid, 9.

### 2012-2016: Expansión del Grupo ACM España
Con la integración en la francesa ACM, se inicia un nuevo proyecto en España, que incluye a las aseguradoras Atlantis y AMGEN (anteriormente RACC Seguros) y que comparte con los socios estratégicos Targobank y Cofidis, que amplían las redes de distribución del grupo.

## Dirección
Actualmente, el Grupo está dirigido por François Martin, al frente del proyecto de expansión del grupo en España.
Tras la renuncia de Félix Millet en julio de 2009 debido a acusaciones de desvío de provisiones en su carga como Presidente del Palacio de la Música Catalana, Josep González tomó las riendas de la sociedad.